# 特勒 (索姆省)
特勒（法語：Treux，法語發音：[tʁø]）是法国上法蘭西大區索姆省的一个市镇，属于佩罗讷区。

## 地理
特勒（49°57'28"N, 2°35'29"E）面积2.24 平方千米，位于法国上法蘭西大區索姆省，该省份为法国北部沿海省份，北起加来海峡省和北部省，西接滨海塞纳省和大西洋英吉利海峡，南至瓦兹省，东临埃纳省。
与特勒接壤的市镇（或旧市镇、城区）包括：昂克尔河畔比尔、梅里库尔拉贝、萨伊勒塞克、昂克尔河畔维尔。

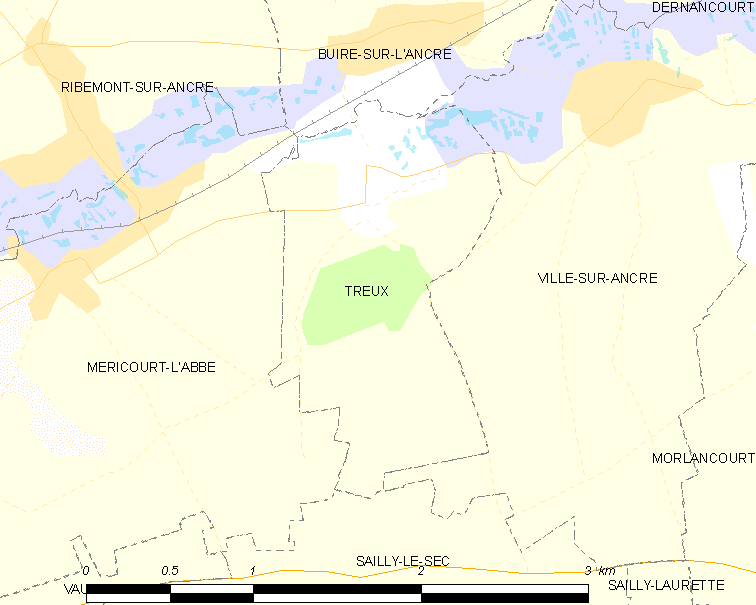
的OSM定位图

特勒的时区为UTC+01:00、UTC+02:00（夏令时）。

## 行政
特勒的邮政编码为80300，INSEE市镇编码为80769。

## 政治
特勒所属的省级选区为科尔比县。

## 人口

1962-2008年间人口变化图示

特勒于2022年1月1日时的人口数量为219人。